# Luke Ridnour
Lucas Robin Ridnour, né le 13 février 1981 à Cœur d’Alene dans l'Idaho aux États-Unis, est un joueur américain de basket-ball évoluant au poste de meneur. Il mesure 1,85 m.

## Biographie

### Carrière universitaire
Il évoluait auparavant dans l’université de l’Oregon où il composait un trio magique avec Luke Jackson et Fred Jones. Après de nombreux records établis sous l’uniforme des Ducks de l'Oregon, Ridnour fit son entrée dans le championnat majeur en 2003 sous l’uniforme de Seattle, ville où il a par ailleurs grandi.

### Carrière professionnelle
Il est drafté à la 14e position en 2003 par les SuperSonics de Seattle.
Après une saison 2003-2004 passée sur le banc mais faisant quelques apparitions remarquées, il prit la place de titulaire après le départ de Brent Barry aux Spurs de San Antonio. Il fut un des principaux instigateurs de la saison surprise des Sonics après quelques années sans saveurs. Conseillé par Ray Allen auprès du coach de Seattle, Nate McMillan, Ridnour se révéla être le meneur qui manquait tant à cette équipe. Il termina avec plus de 10 points et près de 6 passes par match. Il fonda avec Antonio Daniels un des tandems de meneur les plus efficaces de la ligue.
Allen et Rashard Lewis, les deux joueurs étoiles majeurs se régalaient des passes lasers et parfaitement distribuées par « Rid ». Seattle réalise ainsi une excellente saison avec 52 victoires et 30 défaites. Ce fut également d’excellents playoffs auxquels participa un très bon Ridnour. Après un premier tour expédié face aux Kings de Sacramento, les Verts et Or ont poussé dans leurs derniers retranchements les Spurs de San Antonio, futurs champions. Seattle s’inclina finalement au 6e match dans cette série très serrée après avoir été privé de Lewis et Vladimir Radmanovic durant les quatre derniers matchs. Ridnour connut son meilleur match lors de la 4e rencontre, dans une démonstration collective de l’équipe du Washington. Il inscrit 21 points et réalisa des passes déroutantes qui restent encore gravées dans les mémoires des fans. Il fut récompensé de sa belle saison par une sélection au Rookie Challenge, voyant s’affronter l’équipe des recrues, aux deuxièmes années dont Ridnour. Il marqua notamment 12 points. Il participa également aux Skills Challenge mettant aux prises les meilleurs meneurs de la ligue. Il termina 3e du concours remporté par Steve Nash, que beaucoup compare au canadien dans ses premières années.
La saison 2005-2006 vit une progression de Ridnour sur le plan individuel. Il finit avec 12 points et 7 passes en moyenne par match. Le résultat sur le plan collectif ne fut malheureusement pas du même acabit, puisque l’équipe finit au 11e rang de la conférence Ouest avec un bilan de 35 victoires et 47 défaites. Les départs de Daniels et du coach McMillan à l’intersaison furent les causes principales de cet échec. Cependant, l’arrivée de Chris Wilcox et Earl Watson en fin de saison a redonné des couleurs à l’équipe et apporté l’espoir aux fans pour la saison à venir. Ridnour fut également récompensé de sa bonne saison par une présélection dans l’équipe US pour les prochaines échéances mondiales.
Après une saison 2007 assez décevante pour les SuperSonics, Luke Ridnour fut même poussé sur le banc lors de la saison suivante, qui restera comme une des pires de l'histoire de Seattle. Les Sonics déménagent alors à Oklahoma ce qui marque la fin d'un cycle et d'une époque. Après Lewis et Allen, c'est donc au tour de Ridnour de changer d'équipe. Ce dernier est donc échangé en juillet 2013 aux Bucks de Milwaukee où il retrouvera une place de titulaire. Les dirigeants comptent notamment sur ses talents de passeur pour alimenter le nouvel arrivé Richard Jefferson, et le shooteur Michael Redd.
Le 20 février 2014, Luke Ridnour est transféré chez les Bobcats de Charlotte en compagnie de Gary Neal contre Ramon Sessions et Jeff Adrien. En juillet, après une saison qui l'a vu jouer en playoffs pour la première fois depuis quatre ans, il s'engage pour deux saisons avec le Magic d'Orlando, qui souhaite alors recruter quelques joueurs expérimentés afin d'encadrer les jeunes prospects de l'effectif. Il se partage le poste de meneur avec le rookie Elfrid Payton.
Le 24 juin 2015, il est transféré aux Grizzlies de Memphis contre les droits sur le joueur letton Jānis Timma. Le lendemain, il est de nouveau échangé par les Grizzlies aux Hornets de Charlotte contre Matt Barnes. Mais les Hornets décident d'envoyer le même jour Ridnour au Thunder d'Oklahoma City contre Jeremy Lamb. Le 30 juin 2015, il fait l'objet d'un nouvel échange, ajouté à une enveloppe de 2,85 millions de dollars chez les Raptors de Toronto en échange des droits du croate de 25 ans Tomislav Zubčić, drafté par l'équipe canadienne en 56e position en 2012. Le 9 juillet 2015, il est libéré par les Raptors.

## Records sur une rencontre en NBA
Les records personnels de Luke Ridnour en NBA sont les suivants, :
| Type de statistique        | Saison régulière | Saison régulière            | Saison régulière | Playoffs | Playoffs               | Playoffs      |
| Type de statistique        | Record           | Adversaire                  | Date             | Record   | Adversaire             | Date          |
| -------------------------- | ---------------- | --------------------------- | ---------------- | -------- | ---------------------- | ------------- |
| Points                     | 32               | @ Nets du New Jersey        | 13 novembre 2006 | 20       | Spurs de San Antonio   | 15 mai 2005   |
| Paniers marqués            | 13               | @ Suns de Phoenix           | 22 janvier 2006  | 9        | Spurs de San Antonio   | 15 mai 2005   |
| Paniers tentés             | 22               | @ Suns de Phoenix           | 22 janvier 2006  | 15       | Spurs de San Antonio   | 15 mai 2005   |
| Paniers à 3 points réussis | 5                | @ Cavaliers de Cleveland    | 26 décembre 2010 | 1        | 11 fois                | 11 fois       |
| Paniers à 3 points tentés  | 7                | 3 fois                      | 3 fois           | 3        | 5 fois                 | 5 fois        |
| Lancers francs réussis     | 9                | 3 fois                      | 3 fois           | 4        | 4 fois                 | 4 fois        |
| Lancers francs tentés      | 9                | 6 fois                      | 6 fois           | 5        | @ Spurs de San Antonio | 17 mai 2005   |
| Rebonds offensifs          | 5                | Knicks de New York          | 3 décembre 2003  | 3        | @ Spurs de San Antonio | 17 mai 2005   |
| Rebonds défensifs          | 9                | @ Timberwolves du Minnesota | 10 janvier 2009  | 6        | Kings de Sacramento    | 3 mai 2005    |
| Rebonds totaux             | 9                | 4 fois                      | 4 fois           | 6        | 2 fois                 | 2 fois        |
| Passes décisives           | 15               | 2 fois                      | 2 fois           | 6        | 4 fois                 | 4 fois        |
| Interceptions              | 6                | Jazz de l'Utah              | 23 décembre 2008 | 4        | @ Hawks d'Atlanta      | 28 avril 2010 |
| Contres                    | 3                | 3 fois                      | 3 fois           | 2        | 2 fois                 | 2 fois        |
| Balles perdues             | 8                | @ Nuggets de Denver         | 20 décembre 2003 | 4        | 2 fois                 | 2 fois        |
| Minutes jouées             | 48               | Celtics de Boston           | 15 novembre 2008 | 43       | @ Spurs de San Antonio | 17 mai 2005   |

- Double-double : 43
- Triple-double : 0